# Koubatbek Boronov
Koubatbek Boronov, né le 15 décembre 1964 à Zerger, est un homme d'État kirghize. Il est Premier ministre du 16 juin au 6 octobre 2020.

## Biographie
Il est né le 15 décembre 1964 dans le village de Zerger, situé dans le district d'Uzgen, dans la province d'Och.
Initialement membre de Respoublika, il est d'abord ministre des Situations d'urgence de 2011 à 2018. Il est ensuite premier vice-Premier ministre de 2018 à 2020 dans le gouvernement Muhammetkaly Abulgazev.
Muhammetkaly Abulgazev démissionne le 15 juin, sur fond d'accusations de corruption. Koubatbek Boronov lui succède jusqu'aux élections législatives kirghizes d'octobre 2020. Il démissionne à son tour le 6 octobre. Sadyr Japarov est ensuite élu Premier ministre par intérim.